# Michael Azerrad

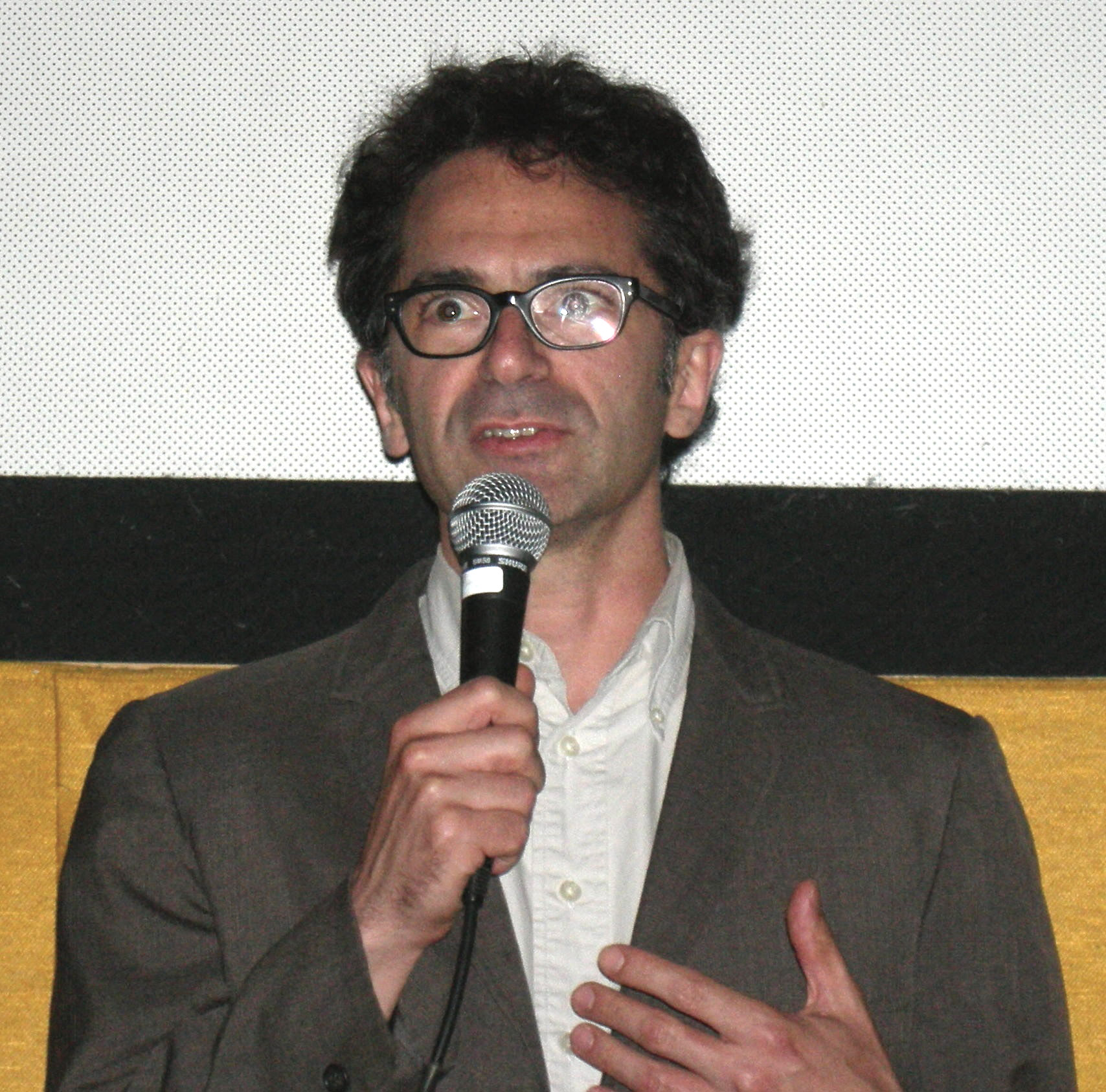
Michael Azerrad w 2007 roku

Michael Azerrad – amerykański dziennikarz muzyczny, redaktor i autor książek. 
Jest absolwentem Uniwersytetu Columbia, pisał dla takich publikacji jak Spin, Rolling Stone i The New York Times. Jego książka Our Band Could Be Your Life, traktująca o czołowych zespołach alt-rockowego podziemia spotkała się z dużym uznaniem krytyków, podobnie jak biografia grupy Nirvana, wydana pod tytułem Come as You Are: The Story of Nirvana. Azerrad był również autorem broszur dołączanych do albumów i płyt DVD m.in. Paula McCartneya, Milesa Davisa, Gang of Four, Violent Femmes, Screaming Trees, Guided by Voices, Meat Puppets, the Jesus Lizard i the B-52's. Współtworzył film dokumentalny Kurt Cobain o synu oraz autobiografię See a Little Light: The Trail of Rage and Melody dawnego lidera zespołów Hüsker Dü i Sugar, Boba Moulda.